# Guerra antiaèria

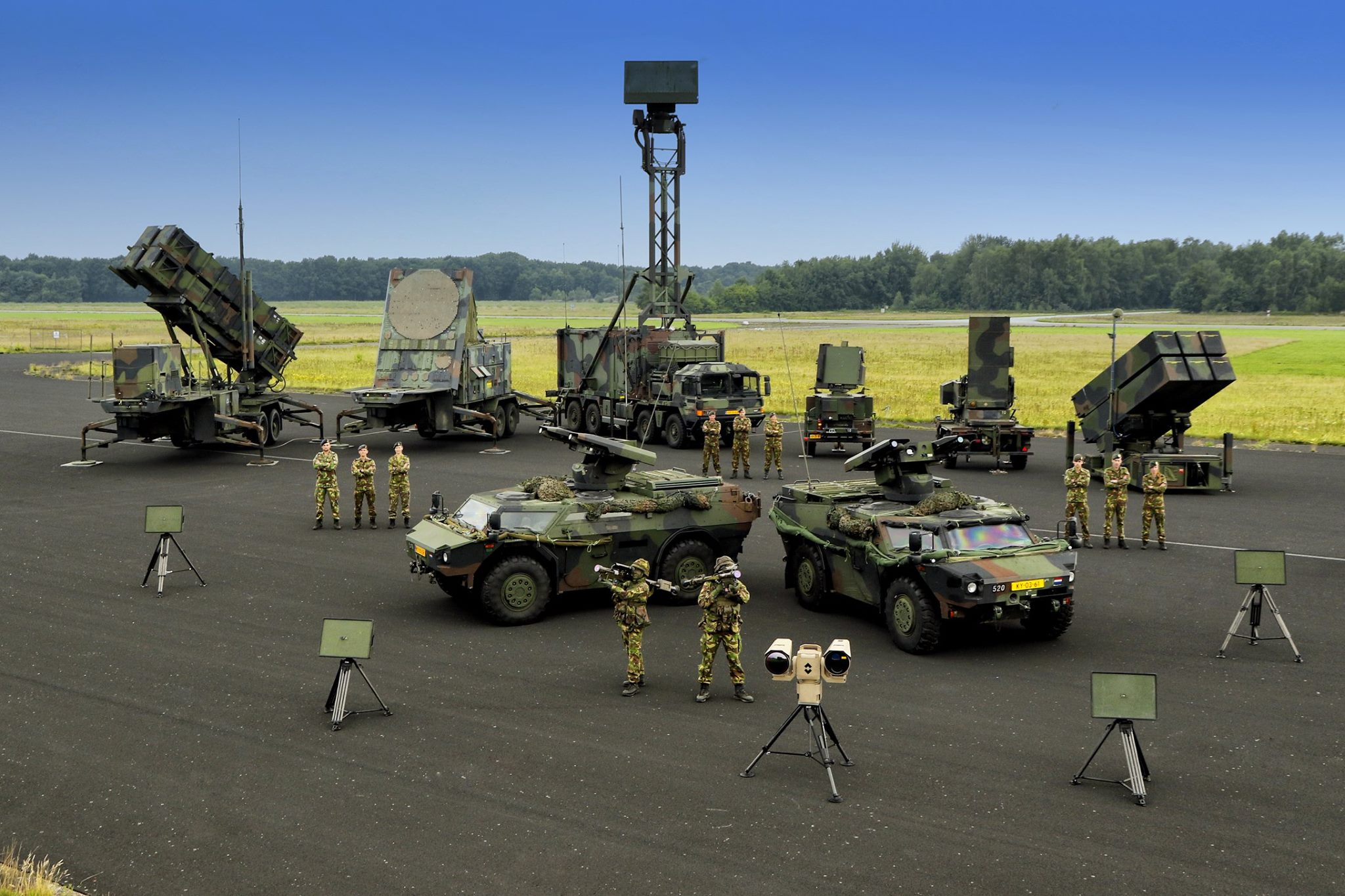
Presentació de sistemes AA de curt i llarg abast el 2017.

La guerra antiaèria és la implementació de mitjans de protecció, defensa i contraatac a les accions de guerra aèria. És definit per l'OTAN com " totes les mesures destinades a anul·lar o reduir l'eficàcia de l'acció aèria hostil ». Inclou sistemes d'armes basats en superfície, submergibles (llançats per submarins ) i aèries, sistemes de sensors associats, dispositius de comandament i control i mesures passives Està destinada a la intercepció d'aeronaus enemigues que estiguin en vol.

## Sistemes antiaeris de llançament aeri
Els sistemes antiaeris de llançament aeri (AA) estan compostos per metralladores, canons automàtics o míssils aire-aire específicament dissenyats per a la destrucció d'altres aeronaus muntats a bord d'una aeronau pròpia. Entre els actualment en servei es troben el Sidewinder, l'AMRAAM, el Vympel R-27 o el Vympel R-73, per citar-ne uns exemples.

## Sistemes antiaeris de superfície
Els sistemes antiaeris de superfície estan compostos principalment per l' artilleria antiaèria i els míssils superfície-aire (SAM, de l'anglès surface-to-air missile ) específicament dissenyats per a la destrucció d'aeronaus. Aquestes unitats poden estar en emplaçaments fixos o ser muntades sobre vehicles remolcats o autopropulsats de superfície (inclosos els submarins a profunditat de periscopi).

### Artilleria antiaèria
La artillería antiaérea (AAA o antiguamente DCA, "Defensa Contra Aviones"), fue en un principio el único medio para afrontar esta nueva amenaza militar. Consiste esencialmente en ametralladoras o cañones de tiro rápido destinados a la destrucción de aeronaves en vuelo.
Entre els canons convencionals hi havia models de calibre 40 mm que disparaven bales explosives regulades per esclatar a una altura determinada. El canó alemany Flak 88 mm, per exemple, és un representant conegut d'aquest tipus d'armament antiaeri (i que va ser emprat molt amb èxit també contra tancs enemics).
Després de la Segona Guerra Mundial la gran velocitat dels avions de reacció va fer que aquests canons haguessin de disminuir el calibre i augmentar la cadència de tir. També es van incorporar mitjans avançats de detecció i control que permetien regular el foc per radar o dispositius optoelectrònics. Entre aquests canons automàtics es troben el Oerlikon GDF i els ZSU o Shilka soviètics.
Actualment els sistemes antiaeris de canons es basen en unitats intel·ligents o automatitzades capaces d'operar de dia o de nit sota qualsevol condició climàtica. Moltes vegades permeten el control remot, i es conserven per a la defensa terminal dels objectius (amb distàncies efectives inferiors als 3 km i 1500 m d'alçada). Molts sistemes antiaeris actuals comprenen combinacions de canons automàtics i míssils antiaeris de curt abast, com al Tunguska M1 o el Panshir-S.

### Míssils antiaeris
Els SAM inclouen míssils de dos tipus. Els de defensa de zona, amb un abast superior als 40–50 km, es fan servir per defensar regions senceres o blancs importants i mantenir una amenaça constant als vols de l'enemic de manera de negar-li l'ús de l'espai aeri. Es troben als vaixells d'escorta navals i les bateries de SAMs pesats muntats sobre camions o erugues. Entre els exemples d'aquests sistemes d'armes podem trobar el Tor M1 .
A la defensa de punt hi ha tots els sistemes d'acompanyament de les tropes al capdavant, muntats en vehicles o fins i tot portats per 1-3 soldats (MANPADS), com el SA-7 o el FIM 92 Stinger . Són una amenaça per als avions de suport proper i helicòpters, per com resulta de fàcil amagar-los i desplegar-los.
Una pràctica habitual és combinar tots dos tipus per omplir els buits que deixen els de llarg abast, massa pesats per a intercepcions a curta distància. Això s'usa sobretot en vaixells, que solen portar 2 o 3 míssils diferents i un AAA embarcat ( CIWS ).

## Sistemes antidrons
Un sistema de defensa anti-UAV (AUDS) és un sistema de defensa antiaèria contra vehicles aeris no tripulats. S'han desenvolupat diversos dissenys que utilitzen làsers, canons de xarxa i xarxes aire-aire, interferència de senyals i segrest mitjançant pirateig en vol. S'han desplegat sistemes de defensa anti-UAV contra drones de l'autoanomenat Estat Islàmic durant la batalla de Mossul (2016-2017).
Entre els mètodes alternatius per fer front als UAV figuren l'ús d'escopetes a curta distància i, en el cas dels drones més petits, l'ensinistrament d'àligues perquè els capturin des de l'aire, cosa que només funciona amb UAV relativament petits i municions rondadores (també anomenats "drons suïcides"). Els UCAV més grans, com el MQ-1 Predator o el Bayraktar TB2, poden ser (i sovint ho són) derrocats com a avions tripulats de mides i perfils de vol similars.